# Divisional Extra "B" de Uruguay
La Divisional Extra "B", fue el torneo de quinta categoría en el fútbol uruguayo entre 1948 y 1966 (hasta 1965 la categoría más baja, en 1966 existió la Extra "C" por debajo de esta divisional).
En 1948 con motivo del gran número de clubes participantes, se divide a la Divisional Extra en dos categorías: la Extra "A" con los equipos más antiguos de la Extra, y por debajo la Extra "B" con los más nuevos y los debutantes. La Extra "B" otorgaba ascenso/s a la Extra "A".
La Divisional Extra "B", en su primera edición de 1948, se formó con los siguientes equipos: 4 de Julio, Atletic Celta, Avenida, Basáñez, Bélgica, Fantasma, Habana, Independiente, Pablo Pérez, Piedras Blancas, Platense, Rentistas, San Lorenzo Unión, Sol de Jacinto Vera, Sportivo Alba, Sportivo Castro, Tellier, Tito Frioni, Universal, Uruguay Pocitos y Villa Teresa.

## Historial de torneos
Historial de campeonatos disputados de Extra "B". 
| Divisional Extra "B" (quinta categoría, con ascensos a Extra "A") |  |                      |                                                                     |
| Año                                                               |  | Campeón              | Otros ascendidos a Extra "A"                                        |
| 1948                                                              |  | Rentistas            | Basáñez y Pablo Pérez                                               |
| 1949                                                              |  | Tellier              |                                                                     |
| 1950                                                              |  | Mar de Fondo         |                                                                     |
| 1951                                                              |  | Fantasma             |                                                                     |
| 1952                                                              |  | Edison Huracán Buceo | Defensa y Montevideo Olimpia                                        |
| 1953                                                              |  | Defensa              | San Lorenzo Unión                                                   |
| 1954                                                              |  | Platense             | Boston River, Maroñas y Misterio                                    |
| 1955                                                              |  | Fraternidad          |                                                                     |
| 1956                                                              |  | San Borja            | El Puente                                                           |
| 1957                                                              |  | Expreso              |                                                                     |
| 1958                                                              |  | Villa Española       |                                                                     |
| 1959                                                              |  | El Tanque            |                                                                     |
| 1960                                                              |  | Ipiranga             |                                                                     |
| 1961                                                              |  | Defensa              |                                                                     |
| 1962                                                              |  | La Picada            | Huracán                                                             |
| 1963                                                              |  | Lucero               | Florencia y Misterio                                                |
| 1964                                                              |  | Alto Perú            |                                                                     |
| 1965                                                              |  | El Puente            | Félix Olmedo, Lavalleja, Porvenir, Samuel Benedetti y Unión Vecinal |
| 1966                                                              |  | Atletic Celta        | Centella                                                            |

Notas
1. ↑  Nombre temporal de Huracán Buceo. En la final de 1952 (disputada en el Estadio Centenario) venció a Platense por 3-1.

## Reestructura posterior
Las series "B" y "C" de la Divisional Extra fueron suprimidas. Los equipos que estaban disputando estos campeonatos fueron nucleados a partir de 1968 en la Divisional de Ascenso a la Extra.